# Saint-Clair-du-Rhône
Saint-Clair-du-Rhône este o comună în departamentul Isère din sud-estul Franței. În 2009 avea o populație de 3.886 de locuitori.

## Evoluția populației
| An        | 1975  | 1982  | 1990  | 1999  | 2006  | 2009  |
| --------- | ----- | ----- | ----- | ----- | ----- | ----- |
| Populație | 2.650 | 3.059 | 3.360 | 3.605 | 3.859 | 3.886 |

## Orașe înfrățite
- Mammola, Italia din  2010